# Feelin' Satisfied
«Feelin' Satisfied» es una canción que fue escrita por Tom Scholz para el álbum Don't Look Back de la banda estadounidense de rock Boston.
"Feelin' Satisfied" fue publicado como sencillo en 1979, el cual fue el último del álbum  Don't Look Back y entró en la lista del Billboard Hot 100 el 21 de abril de 1979 en el lugar 46.° y permaneció en la misma durante siete semanas. En la lista de los 100 sencillos más exitosos de la revista RPM de Canadá, "Feelin' Satisfied" alcanzó la posición 84.° y permaneció durante cuatro semanas.

## Formación
- Brad Delp — voz principal y coros
- Tom Scholz — guitarra
- Barry Goudreau — guitarra rítmica (en la canción "Used to Bad News")
- Fran Sheehan — bajo
- Sib Hashian — batería